# Chapareillan
Chapareillan är en kommun i departementet Isère i regionen Auvergne-Rhône-Alpes i sydöstra Frankrike. Kommunen ligger i kantonen Le Touvet som tillhör arrondissementet Grenoble. År 2022 hade Chapareillan 3 049 invånare.

## Befolkningsutveckling
Antalet invånare i kommunen Chapareillan
Referens:INSEE